# Andrew Kreisberg
Andrew Kreisberg (23 d'abril de 1971) és un guionista de televisió nord-americà. El seu primer treball va ser en la sitcom d'animació Mission Hill. Des de la seva cancel·lació, ha escrit per a sèries com Justice League, Els Simpson, Hope & Faith i Boston Legal.